# София Шведская
София Вильгельмина Катарина Мария Ловиса Шарлотта Анна Шведская (швед. Sofia Vilhelmina Katarina Maria Lovisa Charlotta Anna av Sverige, нем. Sophie Wilhelmine Katherine Marie Luise Charlotte Anne von Schweden; 21 мая 1801, Стокгольм, Швеция — 6 июля 1865, дворец Карлсруэ, Баден) — шведская принцесса, в замужестве великая герцогиня Баденская. Мать великой княгини Ольги Федоровны.

## Биография
София родилась в семье короля Швеции Густава IV и его супруги Фредерики Баденской. Сразу после рождения принцесса была передана гувернантке королевских детей Хедвиге Ульрике Делагарди (1761—1832).
Софии было девять лет, когда в 1809 году её отец был свергнут с престола и семье пришлось покинуть страну. Перед ссылкой за границу королевская семья находилась под домашним арестом. В дневнике королевы Гедвиги Шарлотты принцесса описывалась как «слишком упрямая молодая девушка, которая обладала меньшим самообладанием, нежели её брат Густав». Анекдот описывал разницу в характере между сестрой и братом. Когда Фредерика и её дети получили разрешение на выезд из страны, для того чтобы встретиться с бывшем королём за границей, к ним пришёл Ханс Аксель фон Ферзен, чтобы обсудить меры безопасности для переезда за границу. Когда он собирался уходить, старший брат Софии пошёл открывать дверь для него. Бывшая королева Фредерика позже записала в дневнике «София никогда в своей жизни не сделала бы подобного, она слишком высокого мнения о себе».
В декабре 1809 года семья Софии покинула Швецию.
25 июля 1819 года принцесса София вышла замуж за принца Леопольда Баденского, сына Карла Фридриха, великого герцога Баденского от его второго, морганатического брака с графиней Луизой Каролиной Гейер, который приходился братом её деду. Брак Леопольда и Софии был специально организован её дядей Карлом, в надежде на то, что благодаря браку с иностранной принцессой Леопольд сможет взойти на баденский престол. Леопольд хотя и был признан принцем, но поначалу считался морганатическим отпрыском и не мог наследовать корону Бадена. Во время правления Людвига I семья Леопольда жила скромно. В 1820 году София родила своего первого ребёнка — Александрину, в будущем герцогиню Саксен-Кобург-Готскую.
В 1830 году её супруг стал правящим герцогом Бадена, и София получила титул Великой герцогини Бадена. Придворные описывали Софию как мудрую и послушную жену, но строгую мать. Она ложилась поздно, но вставала рано и очень часто писала письма своим родственникам по всей Европе. Герцогиня интересовалась искусством, наукой и политикой. Её информировали о всех политических событиях в Европе. Вела активную переписку со многими политиками Германии.
Герцогиня настояла, что бы её сыновья служили в австрийской армии. София надеялась, что её брат Густав сможет вернуться в Швецию и занять трон, но этого так и не случилось. Во время революции 1848 года София была вынуждена вместе с семьёй бежать из Карлсруэ в Страсбург. Назад они смогли вернуться в 1849 году.
В 1852 году шведский королевский дом Бернадотов выразил желание примириться с бывшей династией Швеции, но принцесса София решительно отвергла любые встречи. Однако в 1863 году София встретилась с наследным принцем Швеции Оскаром и его супругой Софией. Встреча оказалась успешной: София много общалась с ними, расспрашивая о том, как изменилась Швеция и особенно Стокгольм. Принцесса подарила паре медальон с литерой G, что означало «Густав» (имя её брата и одно из имён короля Оскара).
В 1852 году супруг Софии скончался. На престол вступил старший из их сыновей Людвиг, страдавший психическим заболеванием. Он умер 1856 году. На престоле оказался следующий сын Софии Фридрих I, который правил более полувека. Она отговорила его от женитьбы на баронессе Стефании фон Генсау. Впоследствии Фридрих женился на дочери германского императора Вильгельма I принцессе Луизе.

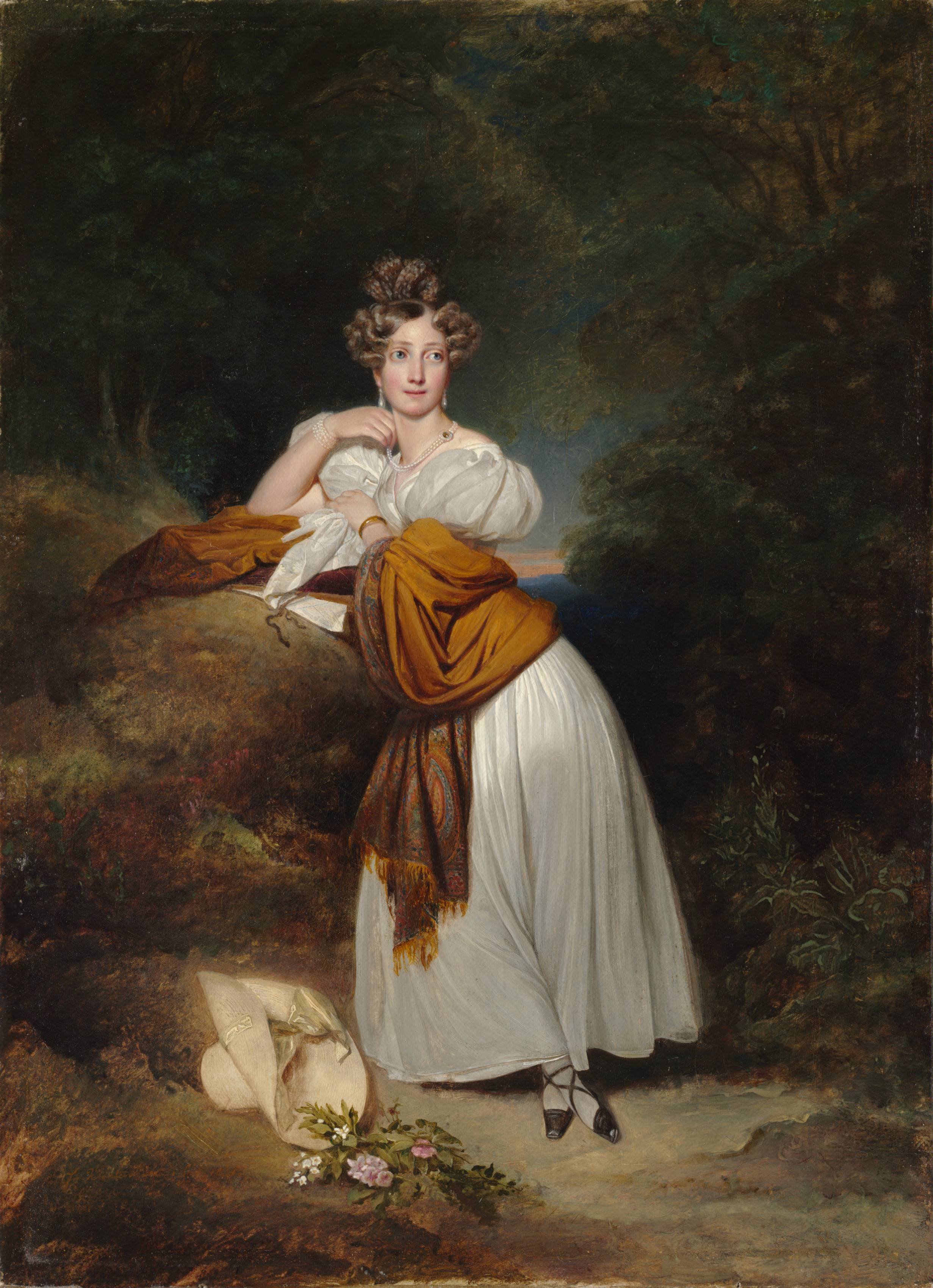
Портрет Софии кисти Винтерхальтера

В 1864 году София встретилась с писательницей Вильгельминой Стольберг, которая в дальнейшем опубликовала биографию герцогини Софии: 
Её дворец напоминал небольшой особняк, а совсем не королевский дворец. Красивые деревья и хорошо ухоженные газоны, аллеи окружали здание. Не было во дворце королевского величия в отношении слуг. В комнату, в которую я впервые вошла, было изобилие цветов и картин. Дом представлял собой обитель одинокой души, живущей в своих воспоминаниях. Мне кажется, что герцогиня редко тут появляется. Вскоре она прибыла, чтобы поприветствовать меня, с распростертыми объятиями она вышла ко мне … Вскоре она стала говорить мне о Швеции и своих воспоминаниях. Она вспоминала о дворце Хага и Королевском дворце в Стокгольме, и кажется, если бы она оказалась там снова, через столько лет изгнания, она нашла бы все что угодно в нем. Я спросила её, нанесет ли она когда-нибудь визит туда. Ходили слухи об этом, да и король Оскар был не против. Герцогиня уверила меня, что эти слухи совершенно не обоснованы. Она никогда всерьез не думала о посещении родины. Ехать для неё туда было слишком поздно. Что же касается шведской литературы, то герцогиня читает её в переводе, так как по её собственным словам, она слишком забыла шведский язык, чтобы читать и писать на нем. Однако, молитвы герцогиня произносит на шведском.
София продолжала проживать во дворце Карлсруэ, где и скончалась в 1865 году. Похоронена сначала в протестантской городской церкви в Карлсруэ. Во время Второй мировой войны её могила была разорена. Прах Софии был перенесён в мавзолей Великих герцогов в Карлсруэ.

## Потомки
- Александрина (1820—1904) — супруга Эрнста II, герцога Саксен-Кобург-Готского, детей не имела;
- Людвиг II (1824—1858) — Великий герцог Бадена в 1852—1856 годах, женат не был;
- Фридрих I (1826—1907) — великий герцог Бадена в 1856—1907 годах, был женат на принцессе Прусской Луизе, имел троих детей;
- Вильгельм (1829—1897) — принц Баденский, супруг принцессы Марии Максимилиановны Лейхтенбергской, имел двоих детей;
- Карл (1832—1906), женат на баронессе Розалии фон Бейст;
- Мария (1834—1899) — замужем за Эрнстом Леопольдом, князем Лейнингенским, двое детей;
- Цецилия (Ольга Фёдоровна) (1839—1891) — замужем за великим князем Михаилом Николаевичем, имела семь детей.